# Ingrid Helander
Ingrid Helander (1972) è un'ex sciatrice alpina svedese.

## Biografia
In Coppa Europa la Helander conquistò l'ultimo podio il 13 dicembre 1996 a Sankt Sebastian in slalom gigante (2ª) e prese per l'ultima volta il via il 19 febbraio 1997 ad Abetone in slalom speciale, senza completare la prova; si ritirò al termine di quella stessa stagione 1996-1997 e la sua ultima gara fu uno slalom speciale FIS disputato il 19 aprile a Malung. Non debuttò in Coppa del Mondo né prese parte a rassegne olimpiche o iridate.

## Palmarès

### Coppa Europa
- 1 podio (dati dalla stagione 1994-1995):
  - 1 secondo posto

### Campionati svedesi
- 2 medaglie (dati parziali):
  - 1 oro (supergigante nel 1995)[1]
  - 1 bronzo (slalom gigante nel 1996)[2]